# Georg Perthes
Georg Clemens Perthes (Moers, 17 gennaio 1869 – Arosa, 3 gennaio 1927) è stato un chirurgo tedesco, pioniere dell'utilizzo dei raggi x in diagnostica.
È ricordato per il test di Perthes.

## Scritti
- Über den Einfluss der Röntgenstrahlen auf epitheliale Gewebe, insbesondere auf das Carcinom. in von Langenbeck's Archiv für klinische Chirurgie, Berlino, 1903, 71: 955-1000
- Über Operationen bei habitueller Schulterluxation. Deutsche Zeitschrift für Chirurgie, Leipzig, 1906, 85: 199-227
- Verletzungen und Krankheiten der Kiefer. Deutsche Chirurgie 33a, Stuttgart, 1907; seconda edizione a cura di Eduard Kurt Borchers, 1932
- Über Arthritis deformans juvenilis. Deutsche Zeitschrift für Chirurgie, Leipzig, 1910, 107: 111-159
- Chirurgia externa. In: Handbuch der gesamten Therapie. 4. Aufl., Volume 6, Jena 1911
- Die Chirurgie der Zähne, des Zahnfleisches und der Kiefer. In: Handbuch der praktischen Chirurgie, 4. Aufl., Volume 1, Stuttgart, 1913; 6. Aufl. 1926 (con Oskar Römer)
- Über den Tod. Tübingen 1920; 2. Aufl. Stuttgart 1927
- Über plastischen Daumenersatz insbesondere bei Verlust des ganzen Daumenstrahles. Archiv für orthopädische und Unfall-Chirurgie, Monaco 1921, 19: 198-214